# Contesa din Hong Kong
Contesa din Hong Kong (în engleză A Countess from Hong Kong) este un film britanic de comedie din 1967 produs, scris și regizat de Charlie Chaplin în perioada McCarthismului. După Pariziana din 1923, Contesa din Hong Kong este al doilea film al său în care Charlie Chaplin interpretează un rol minor. Este singurul film color regizat de Charlie Chaplin.

## Distribuție
| Actor               | Rol                             |
| ------------------- | ------------------------------- |
| Marlon Brando       | Ogden Mears                     |
| Sophia Loren        | Natascha                        |
| Sydney Chaplin      | Harvey                          |
| Tippi Hedren        | Martha Mears                    |
| Patrick Cargill     | Hudson, valet                   |
| Oliver Johnston     | Mr. Clark, Hongkong businessman |
| Michael Medwin      | John Felix, sailor              |
| John Paul           | Captain                         |
| Margaret Rutherford | Miss Gaulswallow                |
| Angela Scoular      | Society girl                    |
| Geraldine Chaplin   | Girl at dance                   |
| Josephine Chaplin   | "countess" at dance hall        |
| Victoria Chaplin    | "countess" at dance hall        |
| Charlie Chaplin     | An old steward                  |